# The Glamorous Life of Sachiko Hanai
The Glamorous Life of Sachiko Hanai è un film del 2003 diretto da Mitsuru Meike.
Pellicola giapponese appartenente al genere pinku eiga.

## Trama
Seduta in un bar ed in attesa di incontrare un cliente, Sachiko - una escort - viene coinvolta involontariamente in una sparatoria tra due mafiosi, uno russo ed uno giapponese, che si contendono un potente e misterioso oggetto. Il russo muore, mentre Sachiko viene raggiunta da un colpo di pistola alla testa. Il giapponese fugge velocemente dal bar ma a mani vuote, in quanto l'oggetto della contesa è scomparso durante la sparatoria ed è rotolato dentro la borsa della ragazza. Dopo alcuni minuti, Sachiko si riprende e si risveglia, senza rendersi conto di avere un buco in testa.
Invece di ucciderla, il proiettile che le è entrato nel cervello le ha aumentato enormemente l'intelligenza e la velocità di apprendimento, rendendola in poco tempo esperta di matematica, filosofia e con capacità ESP. Sachiko, con la sua improvvisa brama di sapere e l'inesauribile curiosità, conosce un professore universitario e va a vivere con lui e la sua famiglia. Intanto il mafioso le dà la caccia, dopo aver capito che fine ha fatto l'oggetto misterioso, un dito clonato del presidente George W. Bush nonché passepartout universale in grado di attivare gli arsenali nucleari mondiali.

## Promozione
(Slogan promozionale del film)